# .edu
.edu is een van de generieke topleveldomeinnamen (gTLD) die gebruikt worden in het Domain Name System op het internet. Het was een van de zeven oorspronkelijke TLD's waar het systeem in 1985 voor ontworpen was.
Het beheer van de TLD is in handen van de stichting EDUCAUSE.

## Doelstelling
Het idee is dat elke Amerikaanse, geaccrediteerde instelling voor hoger onderwijs die aan strenge voorwaarden voldoet, gratis één domeinnaam kan bestellen. Zo wil men bouwen aan een reputatie van betrouwbaarheid en eruditie, twee zeldzaamheden op het internet. Niet-Amerikaanse instellingen kunnen in beginsel geen .edu-domeinnaam aanvragen. Andere landen ontwikkelden daardoor al gauw een eigen systematiek in de naamgeving, zoals het .ac.uk domein voor academische instituten in het Verenigd Koninkrijk.
Er zijn desondanks ook niet-Amerikaanse instellingen met een .edu-adres. Dit kan komen doordat zij die al vóór 2001 geregistreerd hadden of door de Amerikaanse overheid erkend worden. Voorbeelden van niet-Amerikaanse .edu instellingen zijn het Franse polytechnique.edu, het Belgische solvay.edu en het Nederlandse leiden.edu. De Erasmus Universiteit Rotterdam hanteert naast haar primaire domein eur.nl, ook het domein eur.edu.

## Voetnoten
1. ↑  .com, .edu, .gov, .int, .mil, .net en .org
2. 1 2  Eligibility for the .edu Domain FAQ - Educause. net.educause.edu. Gearchiveerd op 6 mei 2018. Geraadpleegd op 12 december 2017.